# John H. Terry

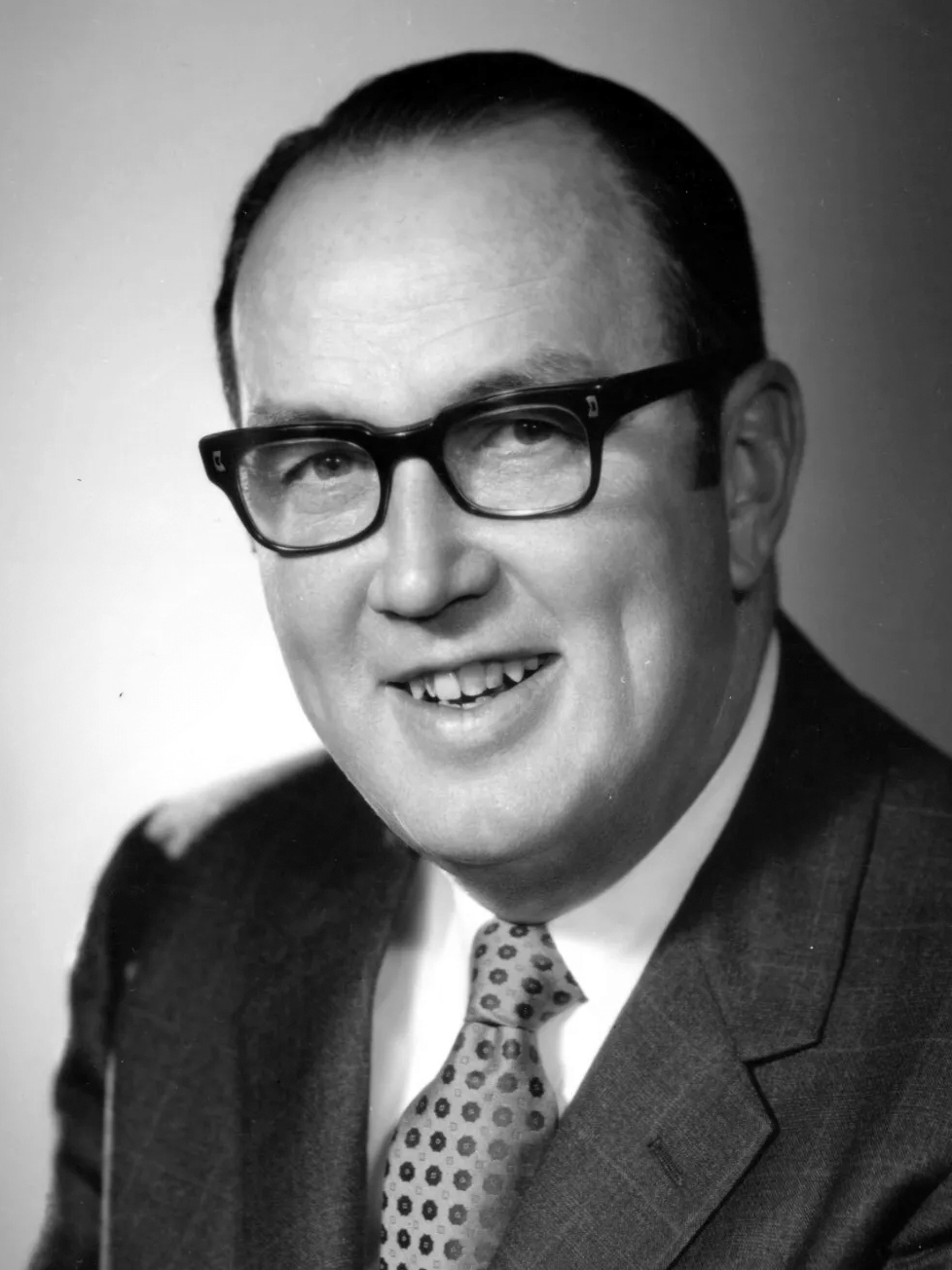
John H. Terry, 1972

John Hart Terry (* 14. November 1924 in Syracuse, New York; † 20. Oktober 2001 ebenda) war ein US-amerikanischer Politiker. Zwischen 1971 und 1973 vertrat er den Bundesstaat New York im US-Repräsentantenhaus.

## Werdegang
John Terry besuchte sowohl öffentliche als auch private Schulen. Zwischen 1943 und 1946 diente er während des Zweiten Weltkriegs in der US Army. Dabei war er auf dem europäischen Kriegsschauplatz eingesetzt. In der Armee stieg er vom einfachen Soldaten zum Stabsfeldwebel und dann zum Oberleutnant auf. Für seine militärischen Leistungen erhielt er den Bronze Star und das Purple Heart. Nach einem anschließenden Jurastudium und seiner 1948 erfolgten Zulassung als Rechtsanwalt begann er in Syracuse in diesem Beruf zu arbeiten. Er war als Rechtsanwalt auch am United States Supreme Court und im District of Columbia zugelassen. Gleichzeitig schlug er als Mitglied der Republikanischen Partei eine politische Laufbahn ein.
Zwischen 1948 und 1958 gehörte Terry dem Bezirksrat im Onondaga County an. Im Jahr 1962 nahm er als Delegierter am regionalen Parteitag der Republikaner für den Staat New York teil. Von 1959 bis 1961 gehörte er als Assistant Secretary zum Stab des Gouverneurs. Anschließend wirkte er bis 1962 in einem Beratergremium der Staatsregierung von New York (Inter-Group Relations Advisory Council of New York State Division of Housing and Community Renewal) mit. Zwischen 1963 und 1970 saß er als Abgeordneter in der New York State Assembly. Im Jahr 1970 war er Vorsitzender der New York State United Services Organization, einer staatlichen Dienstleistungsorganisation.
Bei den Kongresswahlen des Jahres 1970 wurde Terry im 34. Wahlbezirk von New York in das US-Repräsentantenhaus in Washington gewählt, wo er am 3. Januar 1971 die Nachfolge des Demokraten James M. Hanley antrat. Da er im Jahr 1972 auf eine weitere Kandidatur verzichtete, konnte er bis zum 3. Januar 1973 nur eine Legislaturperiode im Kongress absolvieren. Diese waren von den Ereignissen des Vietnamkriegs überschattet.
Nach seiner Zeit im US-Repräsentantenhaus war John Terry zwischen 1973 und 1987 Vizepräsident, Berater und Sekretär der Firma Niagara Mohawk Power Corp. Ansonsten praktizierte er wieder als Anwalt. Er starb am 20. Oktober 2001 in seiner Heimatstadt Syracuse.